# Пошка, Дионизас
Диони́зас По́шка (лит. Dionizas Poška, пол. Dionizy Paszkiewicz; октябрь 1764, Lėlaičiai, Мажейкяйской районное самоуправление — 12 мая 1830, Bardžiai, Шилальское районное самоуправление) — литовский поэт, этнограф, лексикограф, коллекционер.

## Биография

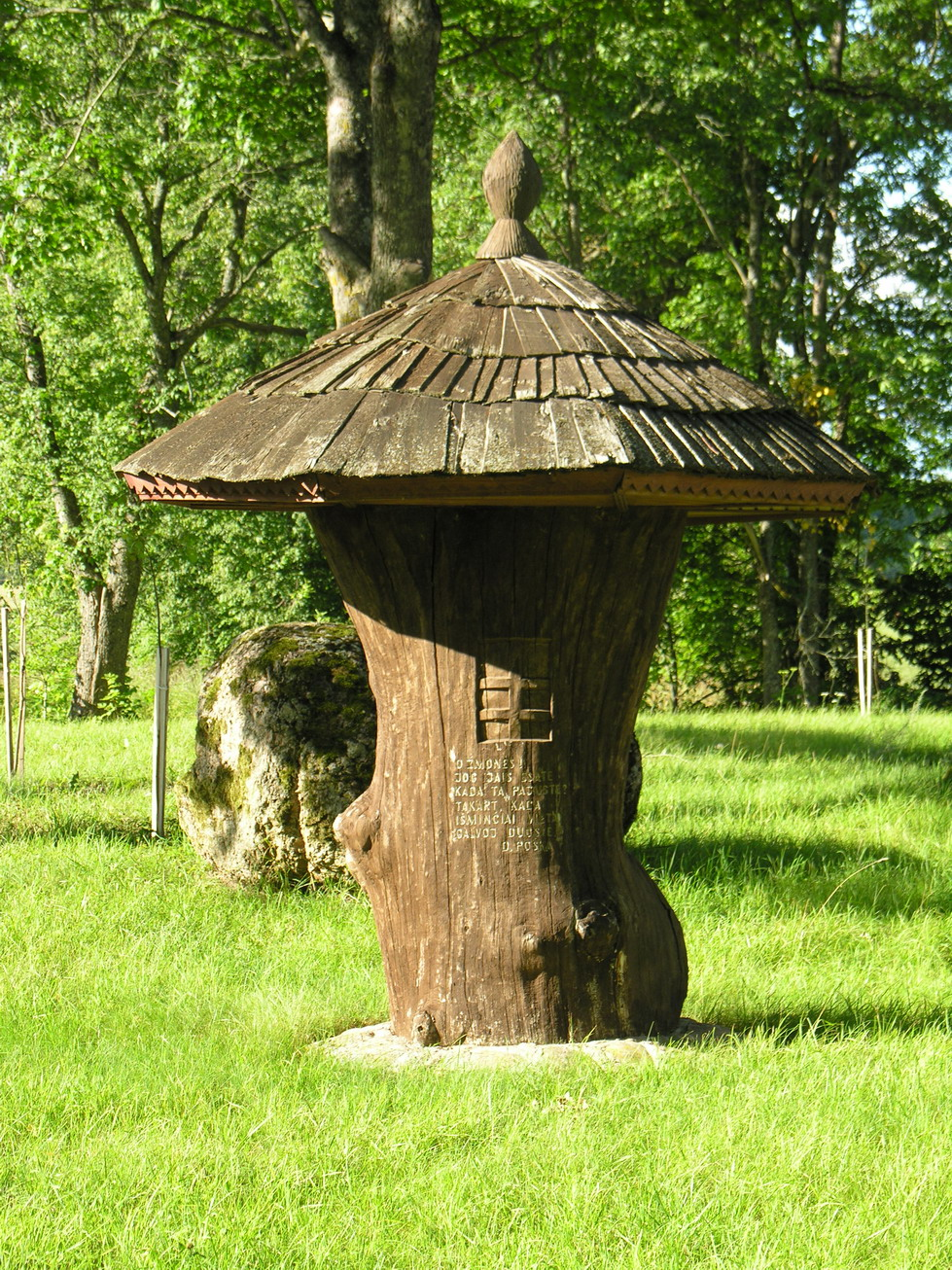
Памятник на родине Пошки

Родился в мелкопоместной дворянской семье. Учился в иезуитской коллегии в Крожах (Кражяй). Служил в суде в Россиенах (Расейняй). Купив имение, c 1790 прожил в нём до конца дней.
Поддерживал связи с известными историками, любителями и коллекционерами древностей Иоахимом Лелевелем, И. Н. Лобойко, Н. П. Румянцевым.

## Баублис
Изучал историю и этнографию литовского народа, проводил раскопки курганов и захоронений, коллекционировал древности — старинные книги, монеты, оружие, археологические находки. Выдолбив стволы двух огромных дубов, — по числу годовых колец будто бы тысячелетних, — названных «Баубляй» (множественное число; единственное «Баублис»), соорудил в них подобие музея древностей (1812). Баублисы в деревне Биётай (Bijotai) считаются первым музеем в Литве. С 1962 года «Баубляй» — филиал шяуляйского музея «Аушры» („Aušros“ muziejus). В 1969 года объявлены памятниками истории республиканского значения.

## Творчество
Писал на польском и литовском языках дидактические и сатирические стихотворения, оды, элегии, панегирики, эпиграммы. Почти ничего не публиковал. Основное поэтическое произведение «Мужик Жемайтии и Литвы» („Mužikas Žemaičių ir Lietuvos“; опубликована 1886, русский перевод 1962). Ода, написанная александрийским стихом, близка к поэме (часто называют поэмой); прославляет крестьянский труд и высмеивает как мнимое сочувствие помещиков крепостным. Опубликовал на польском языке ряд статей по истории и этнографии Жемайтии. Составлял польско-латинско-литовский словарь.

## Сочинения
- Poška D., Muzicas Žemaičių ir Lietuvos, Vilnius, 1950.